# Non so più cosa son, cosa faccio
Non so più cosa son, cosa faccio nebo také v kratší formě Non so più je mezzosopránová árie postavy Cherubína z 1. dějství opery W. A. Mozarta Figarova svatba. Autorem italského libreta je Lorenzo da Ponte.

## Charakter árie a postavy
Cherubín je mladý jinoch (i když role sama je ženskou, tzv. kalhotkovou rolí), který miluje všechny obyvatele paláce hraběte Almavivy, bez ohledu na jejich věk a postavení, ale ve svých mladistvých citech má slabost zejména pro hraběnku Rosinu. Se svými milostnými dilematy a písní, kterou právě napsal, sdílí se Zuzankou, služebnou hraběnky a snoubenkou hlavní postavy Figara.
Árie Non so più cosa son, cosa faccio vyjadřuje mučivé pocity mladého chlapce, s nimiž se sám nedokáže vyrovnat. Ženy způsobují jeho bušení srdce a on neustále myslí jen na lásku, která mu nedá spát a budí ho ze spaní, o které chce mluvit nejen s lidmi, ale i s tvory, předměty kolem sebe. Když si uvědomí, že není schopen své city vyjádřit slovy, mluví o sebelásce.
Světová premiéra opery Figarova svatba se konala ve Vídni 1. května 1786. Roli Cherubína zpívala Dorothea Bussaniová. 